# Łukasz Wenta
Łukasz Wenta (ur. 19 grudnia 1979) – polski lekkoatleta, kulomiot i dyskobol, medalista mistrzostw Polski, reprezentant Polski.

## Kariera sportowa
Był zawodnikiem Lechii Gdańsk. Lekkoatletami byli także jego ojciec, Edmund Wenta i brat, Sebastian Wenta. Olimpijką w wioślarstwie była jego matka, Barbara Wenta.
Na mistrzostwach Polski seniorów na otwartym stadionie zdobył dwa brązowe medale w pchnięciu kulą: w 1998 i 2001. Również w halowych mistrzostwach Polski seniorów wywalczył dwa brązowe medale w pchnięciu kulą: w 1999 i 2002.
Reprezentował Polskę na mistrzostwach świata juniorów w 1998, gdzie zajął 7. miejsce w pchnięciu kulą, z wynikiem 17,12, a w rzucie dyskiem odpadł w eliminacjach, z wynikiem 46.07 oraz młodzieżowych mistrzostwach Europy w 2001, gdzie w pchnięciu kulą zajął 6. miejsce, z wynikiem 18,84. 
Po zakończeniu kariery lekkoatletycznej startował z sukcesami w zawodach Highland Games
Rekord życiowy w pchnięciu kulą: 19,00 (2.06.2001), w rzucie dyskiem : 51,86 (12.06.2001).